# Okres Cheb

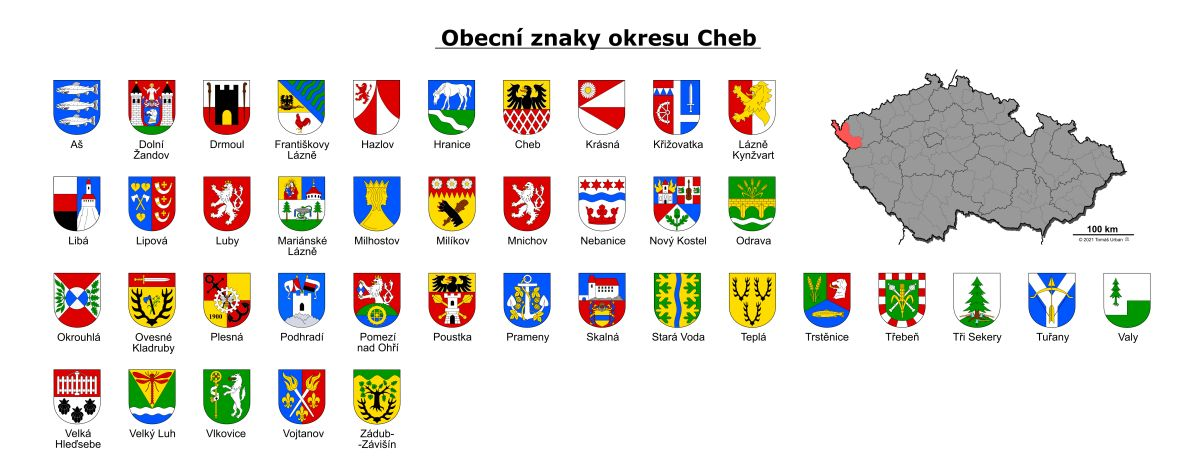
Přehled obecních znaků okresu Cheb

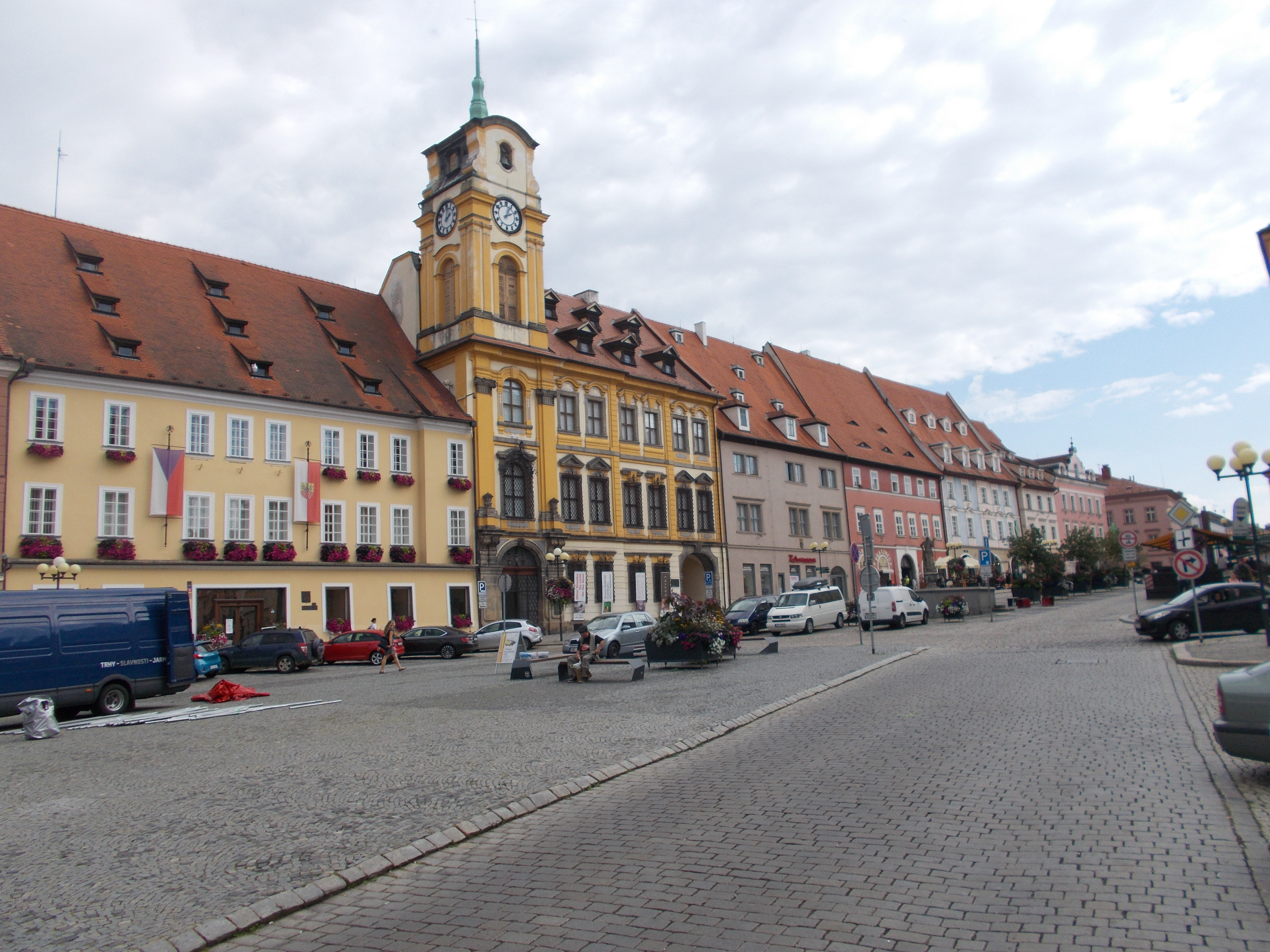
Centrum okresního města

Okres Cheb je okres v Karlovarském kraji. Jde o nejzápadněji položený okres v Česku.
Sousedí s karlovarskými okresy Sokolov a Karlovy Vary, s plzeňskými okresy Tachov a Plzeň-sever a jeho západní hranice je i státní hranicí s Německem.

## Struktura povrchu
K 31. prosinci 2003 měl okres celkovou plochu 932,75 km², z toho:
- 46,93 % zemědělských pozemků, které z 57,14 % tvoří orná půda (26,82 % rozlohy okresu)
- 53,07 % ostatní pozemky, z toho 75,07 % lesy (39,84 % rozlohy okresu)

## Povrch
Převážná část popisované oblasti spadá do území Krušnohorské soustavy. Pouze jihozápadní okraj náleží Šumavské soustavě. Krušnohorskou soustavu zastupují Smrčiny (Ašská vrchovina, Hazlovská pahorkatina a Chebská pahorkatina), které na naše území zasahují z Německa, a Karlovarská vrchovina, která se skládá ze Slavkovského lesa a Tepelské vrchoviny.
Šumavské soustavě patří nejsevernější výběžky Českého lesa (Dyleňský les a Podčeskoleská pahorkatina).
Nejvyšší vrcholy:
- Slavkovský les – Lesný (983 m)
- Český les – Dyleň (940 m)
- Tepelská vrchovina – Podhorní vrch (850 m)
- Smrčiny – Háj (757 m)

## Hydrologické poměry
Celá oblast okresu patří do úmoří Severního moře. Nejvýznamnějším tokem je Ohře, která pramení v Bavorsku a na území ČR se dostává u Pomezné. Většími levostrannými přítoky jsou Slatinný potok, Sázek, Plesná, Libocký potok a pravostrannými Odrava, Lipoltovský potok a uměle vybudovaná Dlouhá stoka s přítokem Teplá. Mariánskolázeňsko odvodňuje z větší části Kosí potok, pramenící pod horou Dyleň a jeho přítoky Bahnitý, Úšovický a Jilmový potok. Téměř celý Ašský výběžek patří do povodí Sály. Většina potoků, např. Bílý Halštrov a Rokytnice odtud teče do Německa.
Z umělých vodních nádrží jsou největší Jesenická přehrada na Odravě (754 ha) a Skalka na Ohři (385 ha) v blízkosti Chebu, které jsou využívány k rekreaci. Dále pak Podhora na Teplé (82 ha) je využívána jako vodárenská nádrž a Horka na Libockém potoku slouží jako zásobárna pitné vody.
Chebsko je velmi bohaté na rybníky. Největší rybniční soustava je na Slatinném potoku poblíž Františkových Lázní, které vévodí rybník Amerika s plochou téměř 60 ha. K dalším větším rybníkům patří Plochý (10 ha) a Okouní (9 ha).

## Minerální prameny
Zvláštností tohoto území jsou četné minerální prameny s vysokým obsahem rozpuštěných solí a bohatým sycením oxidem uhličitým, které tu vyvěrají ve stovkách vřídel. Většinu z nich můžeme považovat za dozvuky třetihorní sopečné činnosti.
Mariánskolázeňské prameny zahrnují rozsáhlou oblast v prostoru Slavkovského lesa a Tepelské plošiny. Minerální vody se tvoří z usazených dešťových vod, soustřeďujících se v puklinách krystalických hornin (hlavně žul) v hloubce 60–100 m pod povrchem. Mají velmi pestré složení. Na území Mariánských Lázní vyvěrají zhruba ve 40 pramenech (Křížový, Rudolfův aj.). Do těchto pramenů patří i další; např. kynžvartské kyselky a železité kyselky Konstantinových Lázní.
Františkolázeňské prameny se soustřeďují v Chebské pánvi při údolí Slatinného potoka. Jsou nejvydatnějším zdrojem studených kyselek v republice. Vznikají v artéské pánvi, jsou tvořené pískovci, písky a jíly. Převažují prosté železité kyselky; pramen Glauberův IV. má největší obsah minerálů v České republice vůbec. Pramenů je zhruba 25, jsou teplé jen 9–12,5 °C a vyvěrají z hloubky asi 50 m. Vývěry v oblasti rašeliniště Soos pronikají z větších hloubek, a jsou proto o něco teplejší – nejteplejší z nich je Císařský (14–18 °C).
Jak Mariánské Lázně, tak Františkovy Lázně jsou součástí západočeského lázeňského trojúhelníku spolu s Karlovými Vary.

## Půdy
Zastoupeny jsou tu dva typy půd. Na Ašsku a Mariánskolázeňsku se vyskytují
hnědé půdy a podzoly a na Chebsku jsou to illimerizované a olejné půdy. Druhy půd jsou v této oblasti tři. Půdy převážně hlinitopísčité a písčitohlinité (10–30 % jíl. č.) na Ašsku a v okolí Mariánských Lázní. Nejvíce úrodná oblast v okrese je v okolí Chebu s převážně hlinitými půdami (30–45 % jíl. č.). A na západ od M. L. jsou převážně štěrkovité a kamenité půdy s obsahem skeletu větším než 50 %. Celkově je toto území méně úrodná oblast České republiky.

## Klimatické poměry
Okres Cheb patří do chladné až mírný podnebný pás mírně teplé podnebné oblasti. Za 1 rok tu spadne
přibližně 500–800 mm srážek. Nejméně na Chebsku (500–600 mm ) a nejvíce u Mariánských Lázní (700–800 mm ). Průměrná roční teplota je tu od 6 °C (Aš, Mariánské Lázně) do 10 °C (Cheb).

## Biosféra
Území okresu Cheb je velmi členité a zahrnuje jak hory, tak rozsáhlé planiny i hluboká údolí řek, s velkým podílem lesů.
Za přírodovědecky nejcennější území v oblasti můžeme považovat Slavkovský les, kde se kromě doznívajících projevů vulkanické činnosti dochovala rozsáhlá rašeliniště se vzácnou flórou a faunou. Je tu i řada maloplošných chráněných území se zvláštním režimem. V dnešních lesích, převážně smrkových monokulturách, najdeme i zbytky původních bučin s příměsí jedle. Proto bylo území Slavkovského lesa o ploše 640 km² vyhlášeno roku 1974 za CHKO. Největší rašeliniště Slavkovského lesa leží v nadmořské výšce 800–900 m n. m. a jsou chráněna jako národní přírodní rezervace Kladské rašeliny. Roste tu borovice blatka, rosnatka okrouhlolistá, klikva žoravina, vlochyně aj.
Obdobnou rašelinnou flóru najdeme i v rašeliništi Soos (221 ha) u Františkových Lázní, kde se navíc vyskytují některé slanomilné rostliny a jako velká vzácnost i orchidej vstavač.
V této oblasti je i mnoho přírodních parků. Poblíž Aše je to přírodní park Halštrov, na sever od Skalné přírodní park Kamenné vrchy, v okolí Mariánských Lázní přírodní park Šumava a u Libé je to přírodní park Smrčiny.

## Památky
Na rozdíl od jiných oblastí Čech je zde zachováno velké množství památek z doby románské. K nejznámějším patří bývalá císařská falc a kostel sv. Mikuláše a Alžběty v Chebu, jádra hradu Vildštejn (Skalná), Seeberg, Starý Hrozňatov a Hazlov. Gotiku tu většinou zastupují už jen zříceniny, jako např. Starý Rybník, Neuberg, Kynžvart a Pomezná. Cenný soubor gotické městské architektury najdeme v Chebu (kostely, kláštery).
Renesance se výrazně zapsala především do architektury měst. Renesanční domy najdeme hlavně v Chebu, a v Hazlově je renesanční hřbitovní kostel.
Výrazněji se tu projevuje baroko. Z církevních barokních památek je třeba jmenovat dominikánský klášter a radnici v Chebu a Loretu ve Starém Hrozňatově. Do barokního slohu byl přestavěn hrad v Chebu a také zámek Libá v Libé. Na celém území je velké množství soch, sloupů a kašen.
Klasicismus a empír dal vzhled pozoruhodným souborům staveb (kolonády, lázeňské budovy, hotely) v centrech lázeňských měst Františkovy Lázně, Mariánské Lázně, Lázně Kynžvart. Architektura 19. a začátku 20. století je typická pro historické budovy v Mariánských Lázních.
Bohaté je zastoupení lidové architektury, především hrázděných a roubených staveb. Nejkrásnější se dochovaly v Hranicích, Ostrohu a Skalné.
Pozoruhodnou památkou Chebska a Ašska jsou kamenné smírčí kříže, připomínající dávné tragédie, často i hrdelní zločiny. Jsou jich tu desítky, nejhezčí najdeme v Hazlově, Milhostově a Plesné.

## Historie
V dávné minulosti toto území pokrývaly husté pralesovité lesy. Zmínka o prvních lidech zde je již ze starší doby kamenné. Slovanské obyvatelstvo zde sídlilo od 8. do počátku 12. století. Jeho hlavním hradištěm byl Cheb, založený v 9. století. V rámci kolonizace, která sem přicházela z Německa, tito původní obyvatelé ustupovali. Již v 1. polovině 19. století se celá oblast dostávala pod vliv německé severní marky. Jedním z prvních území v českých zemích, které podlehlo germanizaci, bylo Chebsko, na které si ve 13. století činily nárok čeští i němečtí panovníci.
K definitivnímu připojení Chebska k zemím Koruny české došlo až za vlády Jana Lucemburského v roce 1322. Ten potvrdil Chebským všechna jejich práva a mnohá jiná jim ještě daroval, což přispělo ke zvláštnímu postavení – autonomii – této oblasti v rámci českého království. Obdobné postavení si po staletí udržovalo i sousední Ašsko.
Husitské války do oblasti příliš nezasáhly, většina zdejších hradů (Loket, Andělská hora) stála na straně katolíků. V 16. století vrcholila v oblasti důlní činnost, těžilo se především stříbro a cín.
Zdárný vývoj zastavila třicetiletá válka, která byla pro západní Čechy skutečnou pohromou. V tomto období opustilo zemi tisíce horníků a lidé byli nuceni, hledat si nový zdroj obživy. Rozvíjela se řemesla, zemědělství a obchod. Rozrůstal se také průmysl, v oblasti hlavně textilní, sklářský a výroba porcelánu. Od 18. století se výrazně o slovo hlásilo lázeňství.
Po vzniku ČSR v roce 1918 se zdejší němečtí obyvatelé pokusili o odtržení pohraničního území a vytvoření samostatného útvaru. Národnostní vášně vyvrcholily odtržením Sudet v roce 1938 a jejich připojením k Německu. Po osvobození území roku 1945 americkou armádou a odsunu německých obyvatel sem přišli noví osídlenci z Čech. Řada obcí zůstala však většinou zčásti neobydlena. Výsledkem byl úplný zánik některých sídel. Teprve v posledních letech se pohraniční oblasti z těchto ran rychle vzpamatovávají a obnovují tradiční vztahy se svými západními sousedy.
Do roku 2002 bylo sídlem okresu sídlem město Cheb.

## Sídla

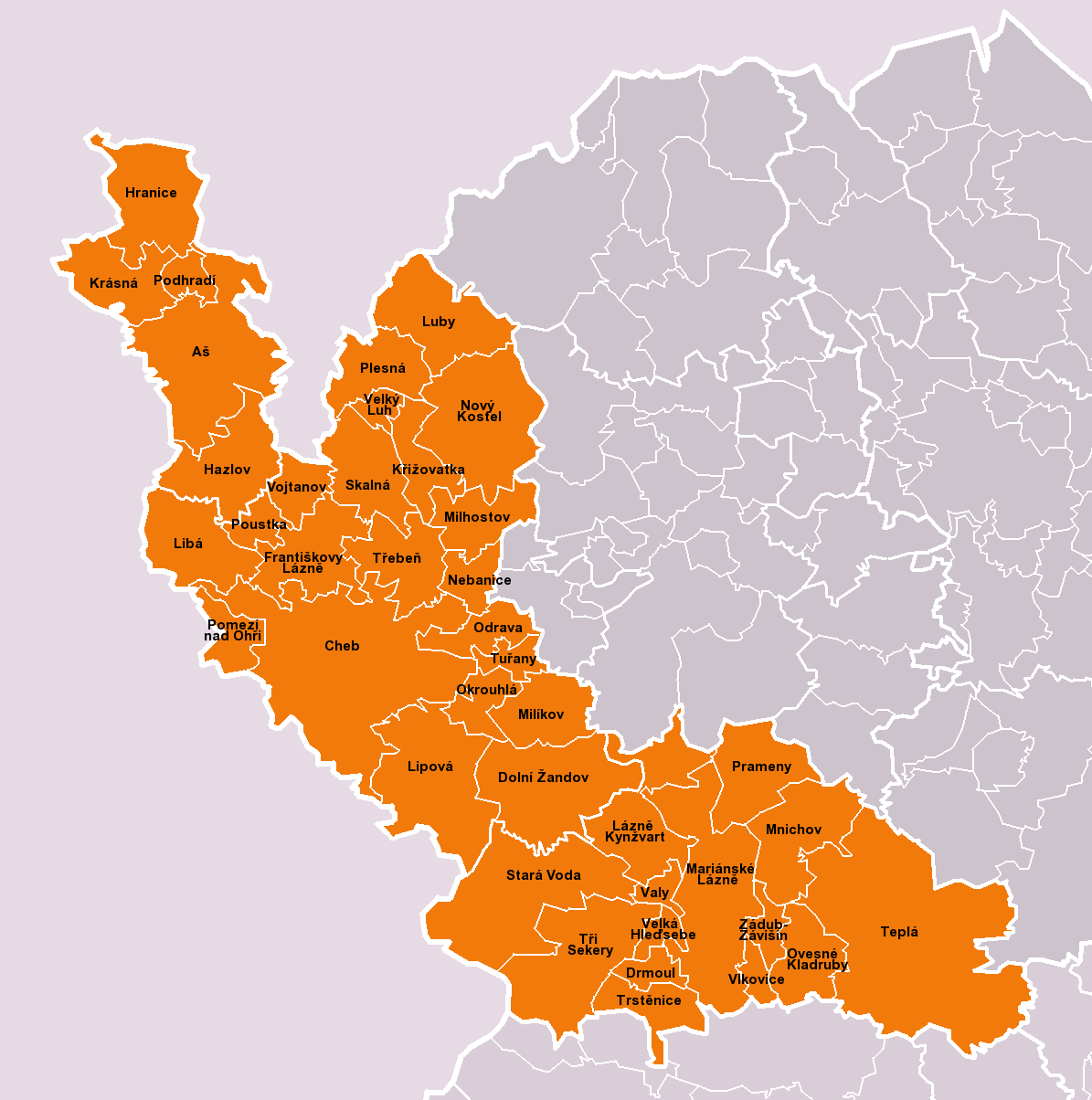
Rozsah okresu Cheb, platný k roku 2010, s vyznačenými hranicemi a názvy obcí

Většina sídel v okrese jsou vsi. Mezi největší obce patří města Cheb, Aš, Františkovy Lázně a Mariánské Lázně.
Největším městem okresu je Cheb s 32 300 obyvateli (k roku 2016). Založen byl již v 9. století, ale městem se stal až v roce 1204. Hlavní průmysl je zde strojírenský, textilní, kovodělný, stavební, dřevozpracující a potravinářský. Cheb patřil střídavě k Čechám a Německu, od roku 1322 je součástí českého státu. Nachází se zde krásný románský hrad a kostel sv. Mikuláše. Centrum Chebu je městskou památkovou rezervací.
Město Aš bylo založeno ve 13. století a má 13 100 obyvatel (k roku 2016). Průmysl je tu převážně potravinářský a textilní. Nejzajímavějšími kulturními památkami jsou radnice, zámeček Větrov, muzeum a kostel sv. Mikuláše.
Stejně jako Cheb také i Františkovy Lázně patří mezi městské památkové rezervace. Mají 5 500 obyvatel (k roku 2016) a založeny byly r. 1793. Jsou to lázně známé léčbou ženských nemocí, nemocí oběhového ústrojí a poruch látkové výměny.
Mariánské Lázně mají 13 200 obyvatel (k roku 2016). Průmysl je převážně strojírenský, dřevozpracující a potravinářský. Lázeňství se tu začalo rozvíjet od začátku 19. století. Prameny se zde využívají k léčení nemoci ledvin, močových cest, dýchacích cest a poruch látkové výměny. Nejkrásnějšími budovami jsou různé lázeňské stavby (kolonády, pavilóny, lázeňské domy) z 19. století. Střed města má parkovou úpravu.

## Průmysl
Hlavním průmyslovým odvětvím v okrese je strojírenský průmysl (Cheb, Aš), dřevozpracující průmysl (Luby), textilní průmysl (Cheb, Aš), sklářský průmysl (Hranice), průmysl porcelánu a keramiky (Skalná) a z malé části také těžba hnědého uhlí (na východě od Chebu).

## Životní prostředí
Na území okresu se nenachází žádné větší podniky, továrny ani elektrárny, které by zahlcovaly ovzduší škodlivými látkami, a proto je zde životní prostředí čisté.

## Demografické údaje
Data k 30. červnu 2005:
| Popis          | Celkem | Ženy           | Muži           |
| -------------- | ------ | -------------- | -------------- |
| počet obyvatel | 90 060 | 46 141 51,23 % | 43 919 48,77 % |
| průměrný věk   | 38,8   | 40,2           | 37,4           |

- hustota zalidnění: 97 ob./km²
- 84,84 % obyvatel žije ve městech

### Zaměstnanost
(2003)
| Počet obyvatel se stálým zaměstnáním | 20 512    |
| Průměrný plat                        | 13 897 Kč |
| Nezaměstnaných                       | 3 917     |
| Míra nezaměstnanosti                 | 8,34 %    |

### Školství
(2003)
| Druh školy                     | Počet škol |
| ------------------------------ | ---------- |
| Mateřské školy                 | 38         |
| Základní školy                 | 29         |
| Gymnázia                       | 4          |
| Střední školy průmyslové školy | 6          |
| Střední odborná učiliště       | 5          |
| Vyšší odborné školy            | 0          |

### Zdravotnictví
(2003)
| Lékaři                          | 337 |
| Nemocnice                       | 2   |
| Specializovaná léčebná zařízení | 1   |
| Zubní lékaři                    | 37  |
| Lékárny                         | 24  |

### Zdroj
- Český statistický úřad

## Silniční doprava
Okresem prochází dálnice D6 a silnice I. třídy I/6, I/21 a I/64.
Silnice II. třídy jsou II/198, II/210, II/212, II/213, II/214, II/217, II/218, II/230 a II/606.

## Železniční doprava
Okresem prochází železniční tratě : Chomutov–Cheb, Františkovy Lázně – Bad Brambach, Cheb – Hranice v Čechách, Cheb–Schirnding, Karlovy Vary – Mariánské Lázně, Plzeň–Cheb, Tršnice – Luby u Chebu. 

## Seznam správních obvodů obcí s rozšířenou působností
Okres se skládá ze tří správních obvodů obcí s rozšířenou působností, které jsou shodné se správními obvody obcí s pověřeným úřadem:
- Aš
- Cheb
- Mariánské Lázně

## Seznam obcí a jejich částí
Města jsou uvedena tučně, městyse kurzívou, části obcí malince.

Aš (Dolní Paseky • Doubrava • Horní Paseky • Kopaniny • Mokřiny • Nebesa • Nový Žďár • Vernéřov)  •
Dolní Žandov (Horní Žandov • Podlesí • Salajna • Úbočí) •
Drmoul •
Františkovy Lázně (Aleje-Zátiší • Dlouhé Mosty • Dolní Lomany • Františkovy Lázně • Horní Lomany • Krapice • Slatina • Žírovice)  •
Hazlov (Lipná • Polná • Skalka • Vlastislav • Výhledy) •
Hranice (Pastviny • Studánka • Trojmezí) •
Cheb (Bříza • Cetnov • Dolní Dvory • Dřenice • Háje • Horní Dvory • Hradiště • Hrozňatov • Cheb • Chvoječná • Jindřichov • Klest • Loužek • Pelhřimov • Podhoří • Podhrad • Skalka • Střížov • Tršnice)  •
Krásná (Kamenná) •
Křižovatka (Nová Ves) •
Lázně Kynžvart (Lazy) •
Libá (Hůrka) •
Lipová (Dolní Lažany • Dolní Lipina • Doubrava • Horní Lažany • Lipová • Mechová • Mýtina • Palič • Stebnice)  •
Luby (Dolní Luby • Horní Luby • Opatov) •
Mariánské Lázně (Hamrníky • Chotěnov-Skláře • Kladská • Stanoviště • Úšovice) •
Milhostov (Hluboká • Vackovec) •
Milíkov (Malá Šitboř • Mokřina • Těšov • Velká Šitboř) •
Mnichov (Rájov • Sítiny) •
Nebanice (Hartoušov) •
Nový Kostel (Božetín • Čižebná • Horka • Hrzín • Kopanina • Mlýnek • Nový Kostel • Spálená) •
Odrava (Dobroše • Mostov • Obilná • Potočiště) •
Okrouhlá (Jesenice) •
Ovesné Kladruby •
Plesná (Lomnička • Smrčina • Vackov) •
Podhradí •
Pomezí nad Ohří (Hraničná) •
Poustka (Ostroh) •
Prameny •
Skalná (Kateřina • Vonšov • Starý Rybník • Zelená) •
Stará Voda (Sekerské Chalupy • Vysoká) •
Teplá (Babice • Beranov • Beranovka • Beroun • Bezvěrov • Bohuslav • Číhaná • Heřmanov • Horní Kramolín • Hoštěc • Jankovice • Kladruby • Klášter • Křepkovice • Mrázov • Nezdice • Pěkovice • Popovice • Poutnov • Rankovice • Služetín • Staré Sedlo • Teplá • Zahrádka)  •
Trstěnice (Horní Ves) •
Třebeň (Doubí • Dvorek • Horní Ves • Chocovice • Lesina • Lesinka • Nový Drahov • Povodí • Třebeň • Vokov) • Tři Sekery (Chodovská Huť • Krásné • Tachovská Huť) •
Tuřany (Lipoltov • Návrší) •
Valy •
Velká Hleďsebe (Klimentov • Malá Hleďsebe) •
Velký Luh •
Vlkovice (Martinov) •
Vojtanov (Antonínova Výšina • Mýtinka • Zelený Háj) •
Zádub-Závišín (Milhostov • Zádub • Závišín)

## Vodní toky
- Ohře
- Odrava
- Plesná
- Bílý Halštrov
- Reslava